# 甘氏鳳尾蘚
甘氏鳳尾蘚（学名：Fissidens ganguleei）为鳳尾蘚科鳳尾蘚屬下的一个种。

## 扩展阅读
- 維基物種上的相關：甘氏鳳尾蘚